# Barton (gmina w Vermont)
Barton – gmina (town) w Stanach Zjednoczonych, w stanie Vermont, w hrabstwie Orleans. W jej granicach znajdują się wsie Barton i Orleans.